# Beato Corsini
El Beato Corsini es uno de los llamados beatos, manuscritos iluminados con imágenes que contienen el comentario al  Apocalipsis escrito originalmente por el Beato de Liébana. El beato Corsini fue copiado en la segunda mitad del siglo XII, tal vez en el Monasterio de San Benito de Sahagún. Se conserva en Roma, en la Biblioteca de la Accademia Nazionale dei Lincei y Corsiniana, con la referencia Cors. 369, 40.E.6.

## Descripción e historia
Se trata de  un beato atípico por su tamaño muy pequeño (163 X 93 mm), dimensiones más cercanas a las habituales de un libro de horas que de los demás beatos. Consta de 171 folios de pergamino de buena calidad, escritos a una sola columna y cada página tiene de 37 a 40 líneas. La letra es carolina, pero en 14 folios es visigótica. Esto pone interrogantes sobre el origen de este beato y sobre su unidad originaria. Además, la mayor parte de las miniaturas han sido mutiladas, lo que también dificulta su estudio. Solo se conservan 8  miniaturas (
). Las miniaturas también tienen dos estilos diferentes. Todo ello hace pensar si no se trataría originariamente de dos códices distintos.
El nombre de Beatus Corsini se debe a uno de sus antiguos propietarios, el cardenal Lorenzo Corsini, futuro papa Clemente XII. De la historia moderna del manuscrito no se sabe mucho. Parece que habría pertenecido al conde duque de Olivares. Parece que el siglo XVII pertenecía a Juan Lucas Cortés, que quizás lo  habría vendido al Cardenal Francesco Acquaviva cuando visitó Madrid en 1701. En 1738 este ejemplear de beato ya estaba en la biblioteca del cardenal Corsini.